# HAT-P-6 b
HAT-P-6b — экзопланета, открытая методом транзитов и расположенная приблизительно в 650 св.л. в направлении созвездия Андромеда, на орбите вокруг звезды HAT-P-6. Относится к классу горячих юпитеров. Диаметр на орбите составляет 7.832 гигаметров, совершает оборот вокруг звезды за 92 часа, 28 минут, 17 секунд. Истинная масса этой планеты на 5,7 % превосходит массу Юпитера, а по радиусу на 33 %. Такие показатели говорят о плотности в 0,45 г/см³, а это меньше чем у воды. Планета обнаружена 15 октября 2007 года.